# 格克切島

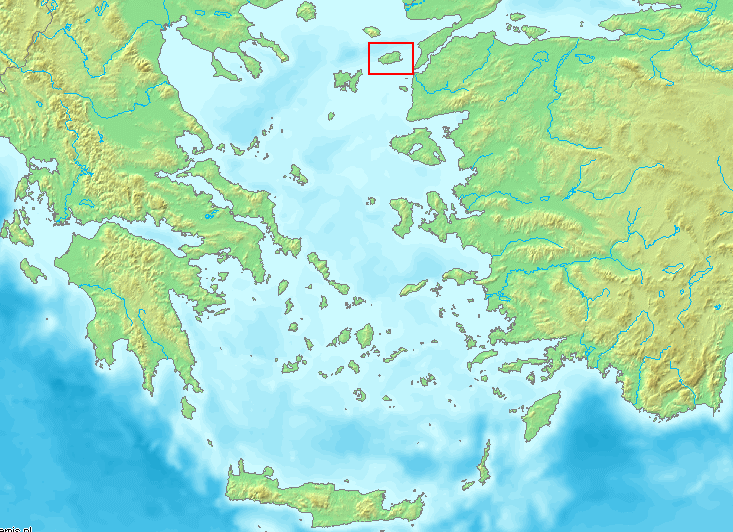

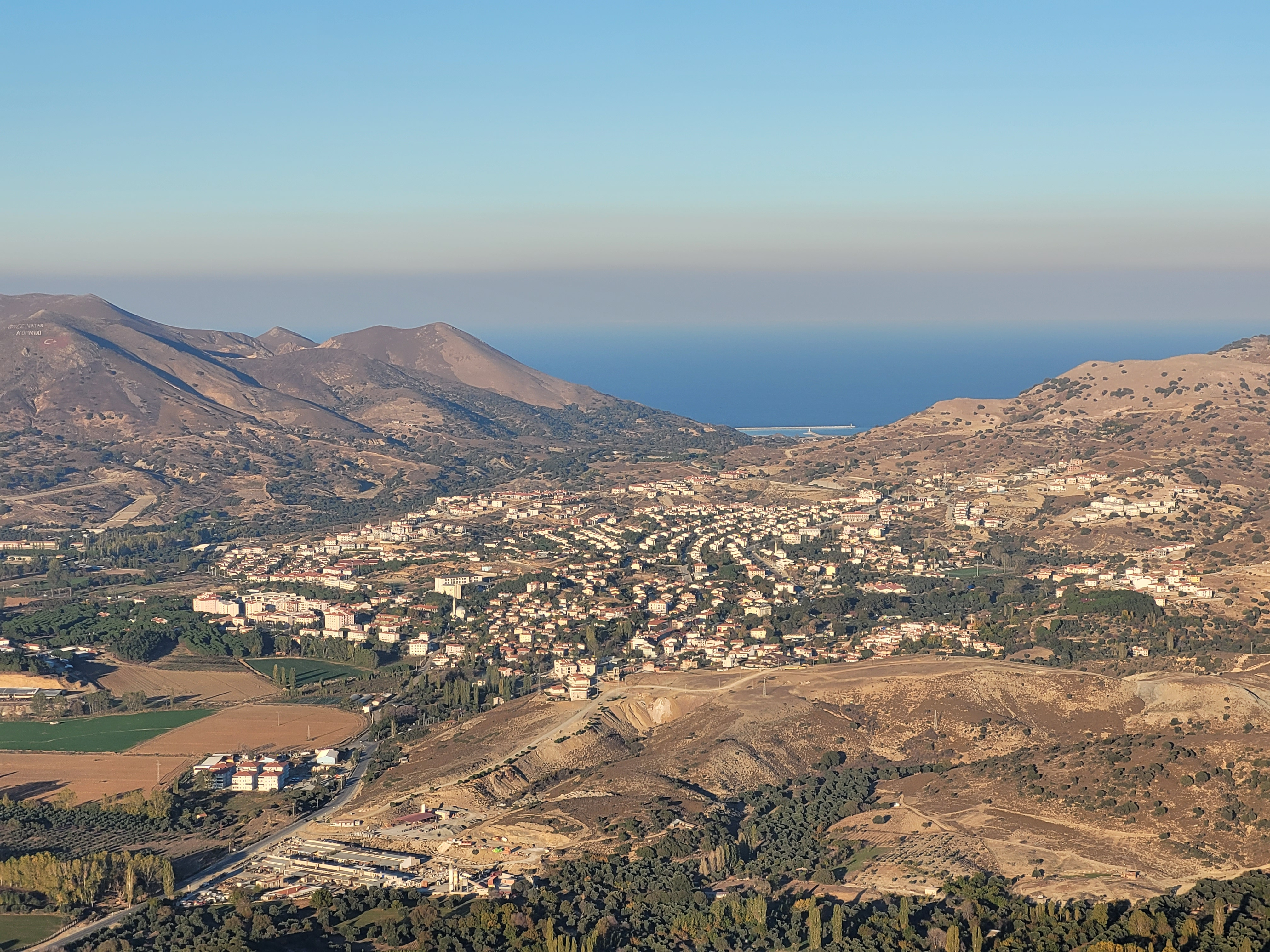

格克切島（土耳其語：Gökçeada，意为“天蓝色之岛”），原名英布罗斯岛或伊姆罗兹岛（希臘語：Ίμβρος），自1970年7月29日起才正式更名為格克切島，是土耳其恰納卡萊省的島嶼，位於色雷斯海，長29.5公里、寬13公里，面積286.84平方公里，最高點海拔高度673米，2008年人口7,475。

## 外部連結
- Gökçeada official （页面存档备份，存于）
- Çanakkale Municipality
- Gokceada Municipality
- Gokceada Airport[]
- Gökçeada, from Britannica Student Encyclopedia
- Website of Imvrians Association (Athens) （页面存档备份，存于）

40°09′39″N 25°50′40″E / 40.16083°N 25.84444°E